# Shéu
Shéu Han, o simplemente Shéu, (Inhassoro, 3 de agosto de 1953) es un exfutbolista portugués que jugaba de centrocampista. 
Durante su carrera jugó en el Benfica y en la selección de fútbol de Portugal.

## Carrera deportiva
Aunque nació en Mozambique, Shéu, contaba, además, con ascendencia china, marchándose a Portugal en 1970, tras fichar por el Benfica.
En el Benfica disputó toda su carrera, logrando 9 ligas, 6 copas y 2 supercopas con el conjunto encarnado. También fue finalista de la Liga de Campeones en 1988 y de la Copa de la UEFA en 1983.

## Carrera internacional
Shéu fue internacional con la selección de fútbol de Portugal, con la que disputó 24 partidos, en los que marcó un gol.
Su primer partido fue un amistoso frente a la selección de fútbol de Italia el 7 de abril de 1976 en una derrota por 1-3 de la selección portuguesa.
Con Portugal disputó la Eurocopa 1984, llegando a semifinales con su selección.

### Goles internacionales
| No | Fecha                    | Lugar                                          | Oponente | Gol | Resultado | Competición |
| -- | ------------------------ | ---------------------------------------------- | -------- | --- | --------- | ----------- |
| 1. | 23 de septiembre de 1981 | Estadio José Alvalade (1956), Lisboa, Portugal | Polonia  | 2–0 | 2-0       | Amistoso    |

## Clubes
| Club    | País     | Año         |
| ------- | -------- | ----------- |
| Benfica | Portugal | 1972 - 1989 |

## Palmarés

### Títulos nacionales
| Título                | Club    | País     | Año  |
| --------------------- | ------- | -------- | ---- |
| Primeira Liga         | Benfica | Portugal | 1973 |
| Primeira Liga         | Benfica | Portugal | 1975 |
| Primeira Liga         | Benfica | Portugal | 1976 |
| Primeira Liga         | Benfica | Portugal | 1977 |
| Copa de Portugal      | Benfica | Portugal | 1980 |
| Supercopa de Portugal | Benfica | Portugal | 1980 |
| Primeira Liga         | Benfica | Portugal | 1981 |
| Copa de Portugal      | Benfica | Portugal | 1981 |
| Primeira Liga         | Benfica | Portugal | 1983 |
| Copa de Portugal      | Benfica | Portugal | 1983 |
| Primeira Liga         | Benfica | Portugal | 1984 |
| Copa de Portugal      | Benfica | Portugal | 1985 |
| Supercopa de Portugal | Benfica | Portugal | 1985 |
| Copa de Portugal      | Benfica | Portugal | 1986 |
| Primeira Liga         | Benfica | Portugal | 1987 |
| Copa de Portugal      | Benfica | Portugal | 1987 |
| Primeira Liga         | Benfica | Portugal | 1989 |